# Лешутиха
Лешутиха — деревня в Вяземском районе Смоленской области России. Входит в состав Каснянского сельского поселения. Население — 2 жителя (2007). 
Расположена в восточной части области в 17 км к северу от Вязьмы, в 7 км западнее автодороги Р134 «Старая Смоленская дорога» Смоленск — Дорогобуж — Вязьма — Зубцов. В 13 км восточнее деревни расположена железнодорожная станция Меркучево на линии Вязьма — Ржев. 

## История
В годы Великой Отечественной войны деревня была оккупирована гитлеровскими войсками в октябре 1941 года, освобождена в марте 1943 года. 